# Halcyon (madárnem)
A Halcyon a madarak osztályának szalakótaalakúak (Coraciiformes) rendjébe, ezen belül a jégmadárfélék (Alcedinidae) családjába tartozó nem.

## Rendszerezésük
A nemet William John Swainson angol ornitológus írta le 1821-ben az alábbi fajok tartoznak ide:
- tüzes halkapó (Halcyon coromanda)
- barna halkapó (Halcyon smyrnensis)
- jávai halkapó (Halcyon cyanoventris)
- pompás halkapó (Halcyon badia)
- szürkefejű halkapó (Halcyon leucocephala)
- sapkás halkapó (Halcyon pileata)
- barnafejű halkapó (Halcyon albiventris)
- szürke halkapó (Halcyon chelicuti)
- kékbegyű halcion (Halcyon malimbica)
- türkiz halkapó (Halcyon senegalensis)
- parti halcion (Halcyon senegaloides)

## Előfordulásuk
Ázsia déli részén és Afrikában a Szahara alatti területeken honosak. Természetes élőhelyeik a szubtrópusi és trópusi esőerdők, erdők, cserjések, szavannák, tengerpartok, tavak, mocsarak, folyók és patakok környékén, valamint emberi környezet.

## Megjelenésük
Testhosszuk 17-28 centiméter körüli.